# Cheikh Lô
Cheikh Lô (Bobo-Dioulasso, 1955) is een Senegalees zanger, musicus en singer-songwriter.

## Biografie
Lô werd geboren in Burkina Faso maar verhuisde rond eind jaren 1970 naar de Senegalese hoofdstad Dakar. Lô werd in 1989 ontdekt door de bekende Senegalese musicus Youssou N'Dour. In 1990 bracht hij zijn eerste album uit, Doxandeme geheten.
Lô's muziek is een aanstekelijke mix van Senegalese mbalax met elementen van salsa, rumba, jazz, Cubaanse muziek enzovoorts. Hij werkte samen met onder andere Youssou N'dour, Oumou Sangaré, Ibrahim Maalouf, Pee Wee Ellis en Flavia Coelho.
Lô heeft zijn leven en muziek gewijd aan de Baye Fall, een Senegalese Islamitische stroming.
In 1999 ontving Lô de Nationale Orde van de Leeuw van de Senegalese president. In 2015 ontving hij de WOMEX Award voor zijn muziek.

## Discografie
Cheikh Lô bracht de volgende albums uit:
- 1996 - Ne La Thiass
- 1999 - Inedits
- 1999 - Bambay Gueej
- 2005 - Lamp Fall
- 2010 - Jamm

- Gemeinsame Normdatei: 1129632733
- International Standard Name Identifier: 0000 0000 3831 6570
- Library of Congress Control Number: n2003148665
- MusicBrainz: 0b1e097a-4afa-4e82-b5ef-b49cfcb54927
- Nationale Bibliotheek van Tsjechië: osa2010588260
- Système universitaire de documentation: 155147072
- Virtual International Authority File: 38760292
- WorldCat: E39PBJt3RVvP3gyCd8THyJc773